# Eartha (globo terráqueo)

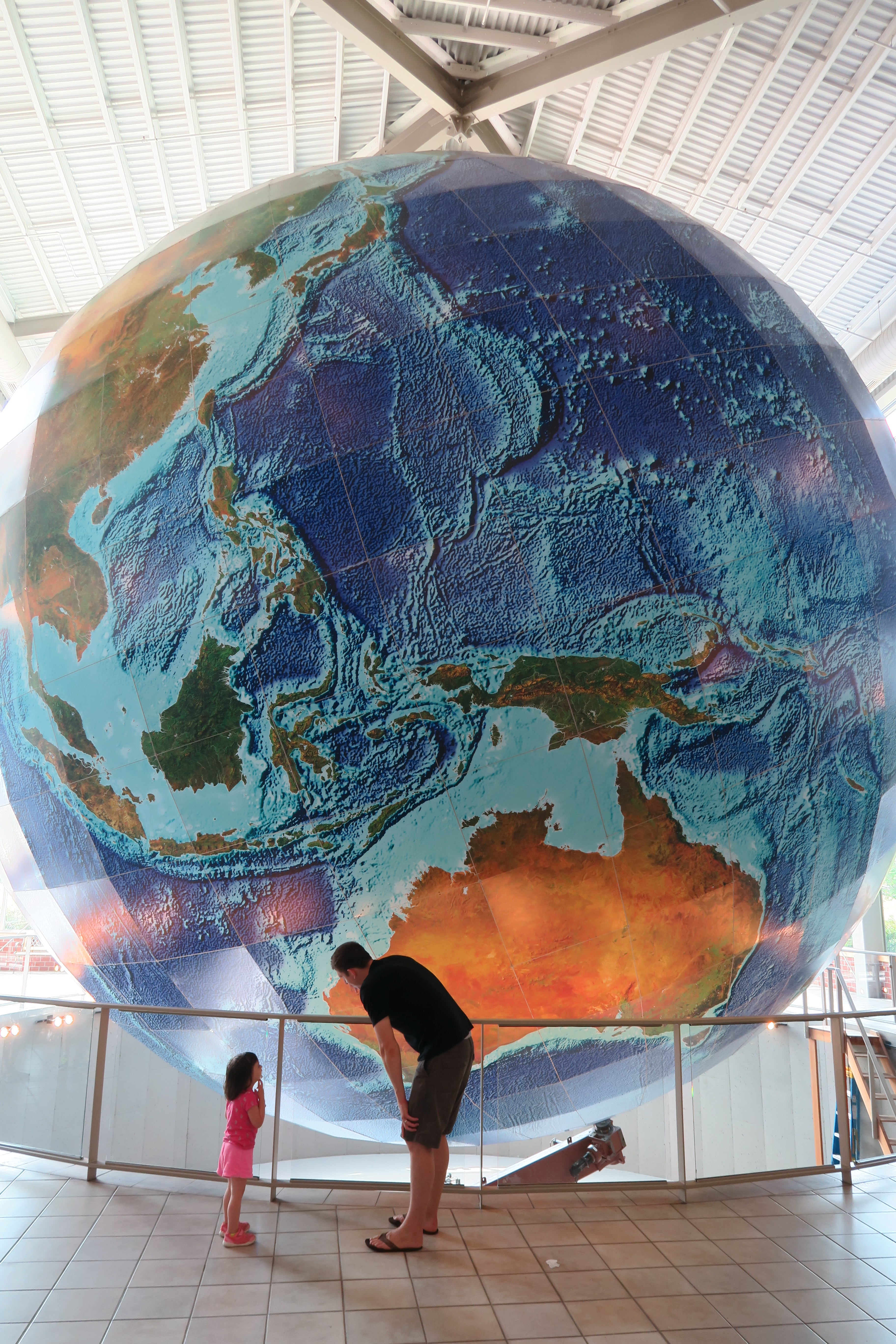
Eartha

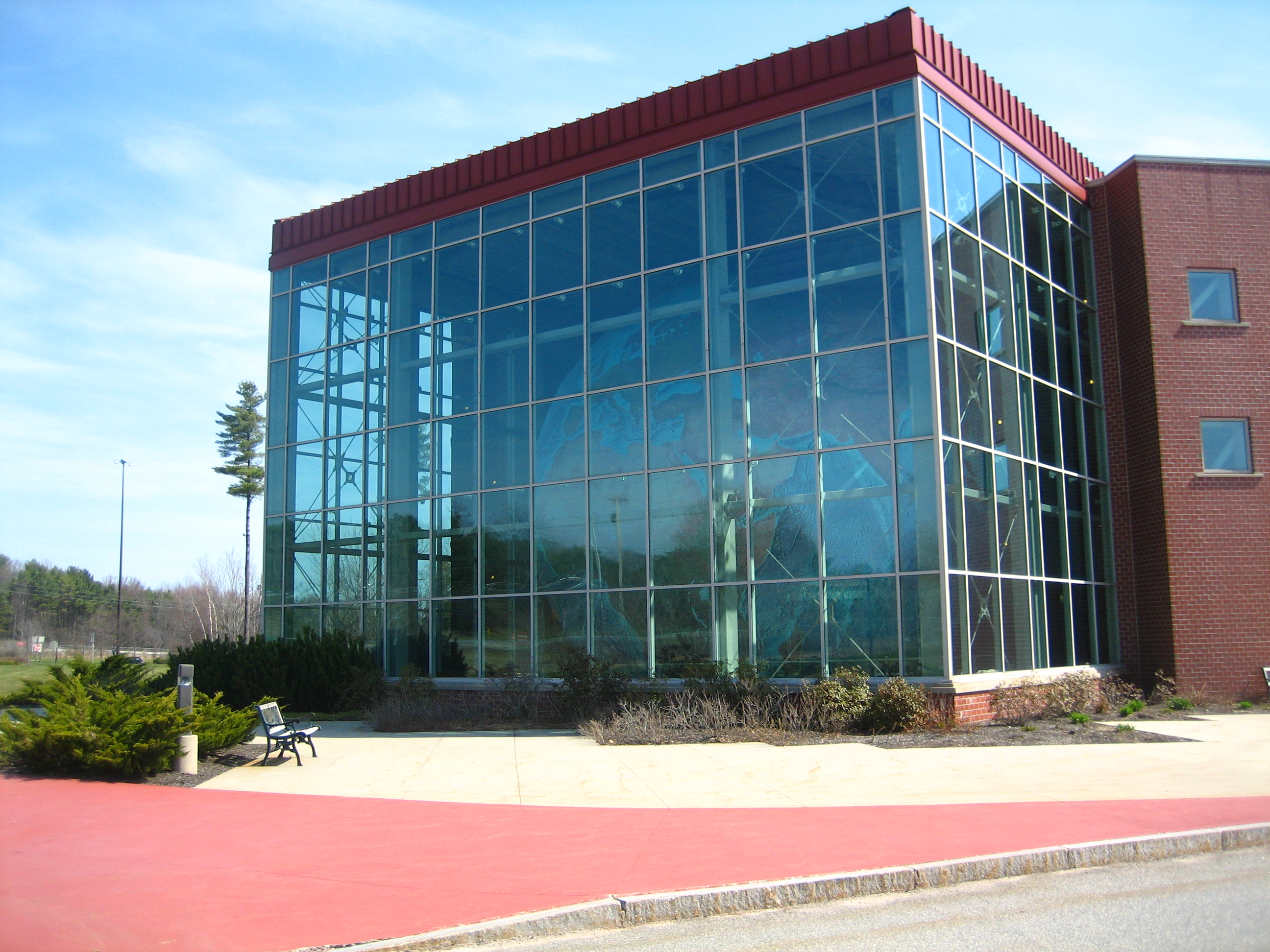
Eartha desde el exterior, en el edificio de la sede de la empresa DeLorme

Eartha es el globo terráqueo capaz de rotar más grande del mundo, localizado dentro de la sede de la empresa de cartografía DeLorme en Yarmouth, Maine. El globo pesa aproximadamente 2500 kg, y tiene un diámetro de 12,5 m.  

## Construcción

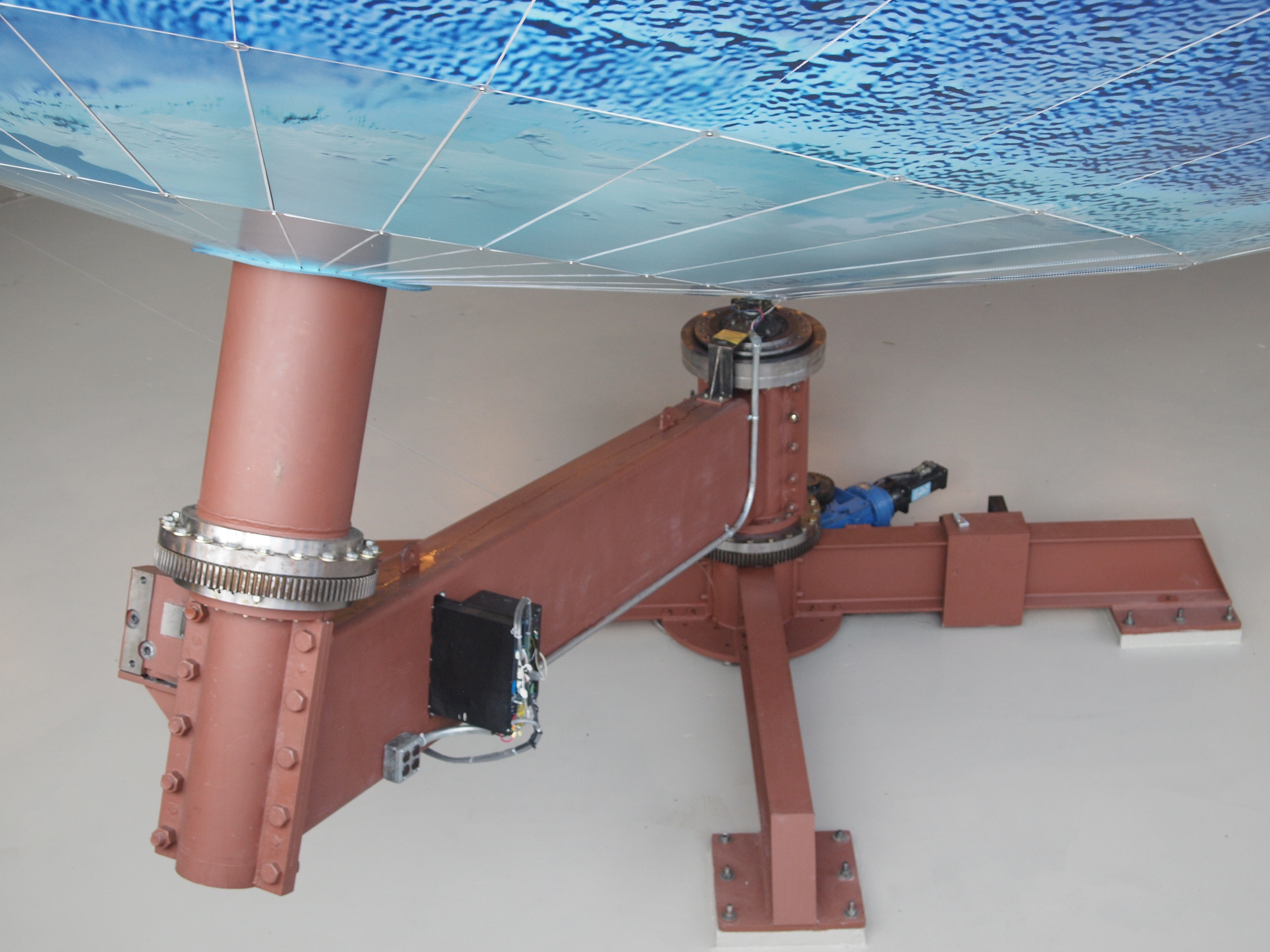
Montura de la base de Eartha, que utiliza un brazo en voladizo con dos motores.

El globo está construido a escala 1:1.000.000, lo que equivale a que 1 mm de su superficie representa 1 kilómetro sobre la superficie de la Tierra. Está montado en un eje inclinado con un ángulo de 23,5° respecto a la vertical, la misma que presenta el eje de giro de la Tierra en relación con la normal al plano de la eclíptica; motivo por el que el ecuador del globo aparece inclinado con respecto al suelo del edificio. Utiliza una montura equipada con dos motores y con un brazo en voladizo, que permite simular la rotación de un día cada 18 minutos, aunque los motores son capaces de hacer dar al globo una vuelta completa en poco más de un minuto. 
El globo se completó el 23 de julio de 1998. Sobre la superficie de la esfera  representaron distintos conceptos cartográficos, utilizando una base de datos compuesta a partir de imágenes de satélite, sombreado del relieve, batimetría coloreada, e información aproximada de redes de carreteras y cascos urbanos. La base de datos utilizada para generar las imágenes de la superficie del globo ocupaba unos 140 gigabytes. 
Eartha está alojada en un atrio de paredes acristaladas, de forma que puede ser visto desde el exterior del edificio; de hecho, es fácilmente visible desde la Ruta 1. Por la noche, el globo está iluminado. 
El globo terráqueo está construido alrededor de una celosía formada por 6000 tubos de aluminio, denominada Omni-Span. Está cubierto por un revestimiento de 792 tableros sobre los que se imprimió el mapa. Cada sección cubre 8 grados de latitud y 10 grados de longitud, y está fijado al bastidor mediante un sistema especial de tornillos ocultos.

## Visitas
El atrio que contiene Eartha está abierto al público durante el horario de trabajo. Una tienda de regalos adyacente vende productos cartográficos de la empresa DeLorme. La montura del globo está situada en un gran foso inferior, que también es visitable. El atrio dispone de dos balcones que permiten a los visitantes observar más fácilmente las partes altas del globo. Algunas oficinas  del edificio también tienen vistas a esta sala. 
Eartha estaba originalmente diseñado para medir 12,8 m de diámetro. Pero en 1999, medidores contratados por el Libro Guinnes de los Récords obtuvieron un resultado de 12,53 m, mientras que en la página de internet de DeLorme (consultada en 2007), se habla de 12,6 m de diámetro. David DeLorme, jefe ejecutivo de la compañía DeLorme, es el autor de su diseño. El récord anterior estaba en posesión del Globo  de la Paz localizado en Apecchio, Pesaro, Italia.